# Jane Jensen (conceptrice)
Pour les articles homonymes, voir Jane Jensen et Jensen.

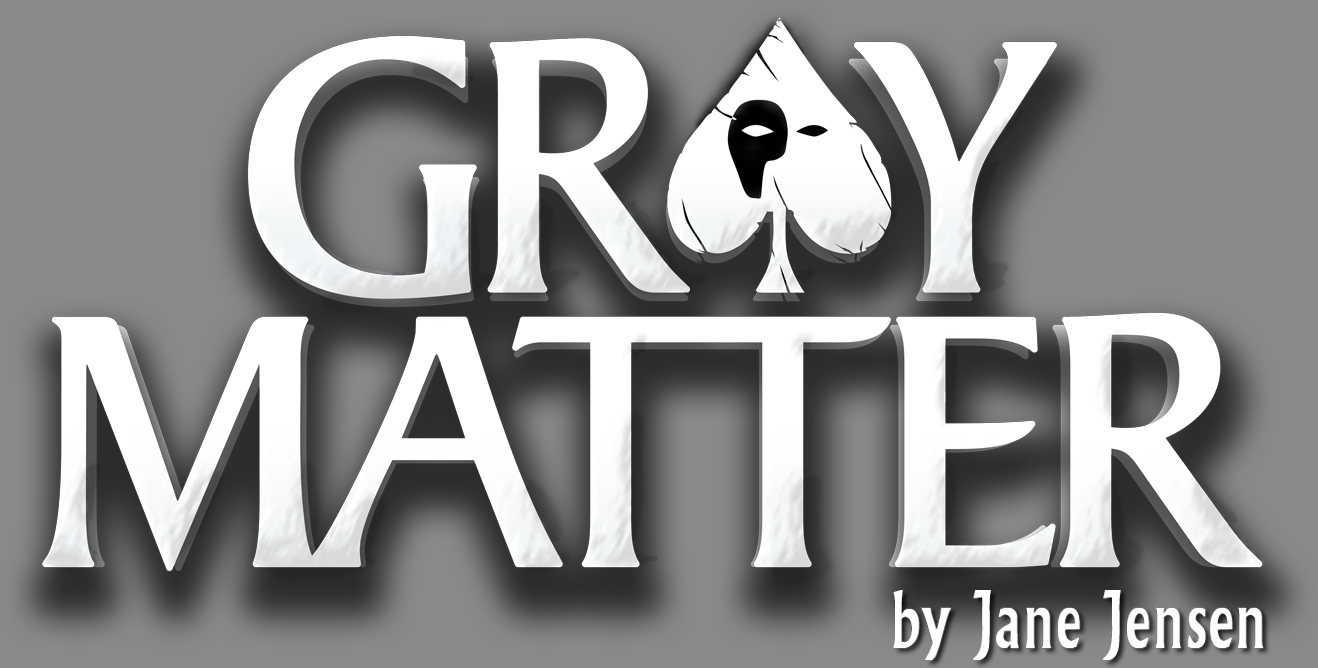
Logo de Gray Matter réalisé par Jane Jensen

Jane Jensen, née le 28 janvier 1963 à Palmerton, dans le Comté de Carbon en Pennsylvanie, est une écrivaine ainsi qu'une scénariste et réalisatrice de jeux vidéo d'aventure.

## Biographie
Jane Jensen est à l'origine de la série Gabriel Knight produite par Sierra On-Line. Les jeux dont elle est l'auteur ont un côté particulièrement ésotérique, elle fait un mélange entre la réalité et le fantastique. Les sujets de ces jeux sont le vaudou dans Gabriel Knight: The Sins of the Fathers (1993), l'histoire de Louis II de Bavière, la lycanthropie dans Gabriel Knight: The Beast Within (1995) et la descendance de Jésus dans Gabriel Knight : Énigme en pays cathare (1999).
Après s'être retirée du monde du jeu vidéo pendant près d'une décennie, Jane Jensen fait son retour dans le domaine du jeu d'aventure en 2010 avec Gray Matter, disponible sur PC et Xbox 360. Le jeu sort le 2 décembre 2010 en France.
Au mois d'avril 2012, elle lance une campagne Kickstarter pour le financement d'un nouveau titre. Elle récolte suffisamment de fonds pour le développement de ce projet. Le jeu, nommé Moebius: Empire Rising, sort en avril 2014.
Un autre jeu, provisoirement appelé Mystery Game X devait être révélé dans le courant de l'année 2013.
À côté de ses scénarios de jeux vidéo, Jane Jensen écrit plusieurs romans. Aucun de ses livres n'a bénéficié d'une traduction française.

## Jeux d'aventure (en tant que scénariste)
- King's Quest VI: Heir Today, Gone Tomorrow (coécrit avec Roberta Williams)(1992)
- Gabriel Knight: The Sins of the Fathers (1993)
- Gabriel Knight: The Beast Within (1995)
- Gabriel Knight : Énigme en pays cathare (1999)
- Gray Matter (2010)
- Moebius: Empire Rising (2013)
- Cognition: An Erica Reed Thriller (2013)
- Gabriel Knight: Sins of the Fathers - 20th Anniversary Edition (2014)

## Jeux«casual»
- Inspector Parker (2003), Oberon Games, Inc.
- BeTrapped (2004), Oberon Games, Inc.
- Women's Murder Club: A Darker Shade Of Grey (2007), Elephant Entertainment, LLC, Oberon Media, Inc.
- Agatha Christie : La Maison du Péril (2009), I-Play
- Agatha Christie : Mort sur le Nil (2009), Oberon Games, Inc.

## Œuvres littéraires

### SérieGabriel Knight
1. (en) Sins of the Fathers, 1997
2. (en) The Beast Within, 1998

### Romans indépendants
- (en) Millenium Rising, 1999Réédition sous le titre Judgment Day, 2000
- (en) Dante's Equation, 2003
- (en) Kingdom Come - An Elizabeth Harris Novel, 2016
- (en) In the Land of Milk and Honey - An Elizabeth Haris Novel, 2016